# Pacômio
São Pacômio (português brasileiro) ou São Pacómio (português europeu) (c. 292-348), também conhecido como Abba Pacômio, é geralmente reconhecido como o fundador do monasticismo cenobita. Seu dia é celebrado em 9 de maio.
Nasceu em 292 em Tebas, no Egito, de pais pagãos. Contra sua vontade foi alistado no exército romano quando tinha 20 anos, e mantido em cativeiro. Ali conheceu cristãos que alimentavam os famintos e consolavam os aflitos, o que causou forte impressão nele, fazendo um voto de investigar mais a fundo o Cristianismo quando saísse de lá. Por fim conseguiu sair do exército sem ter lutado, converteu-se e foi batizado em 314. Então conheceu alguns ascetas e decidiu seguir o mesmo caminho, procurando por Palemon e tornando-se seu discípulo em 317. 
Estabelecendo uma ermida próximo ao local onde vivia Santo Antão do Deserto, passou a imitar suas práticas. Na época um outro asceta, São Macário do Egito, havia criado comunidades, chamadas larves, ou celas, onde os devotos, homens ou mulheres, podiam viver juntos sem contudo seguir os rigores solitários de Santo Antão; Pacômio aperfeiçoou este sistema, estabelecendo uma organização formal sob a supervisão de um abade. São Pacômio passou a ser então conhecido como Abba, ou pai, e a palavra abade daí deriva. 
O primeiro destes mosteiros primitivos foi estabelecido entre 318 e 323 em Tabennisi, no Egito. O primeiro a se juntar a ele foi o irmão João, e logo outros cem monges estavam vivendo na comunidade. Depois Pacômio fundou mais sete outros locais de convivência para homens e um para mulheres, e depois do ano de 336 ele passou a viver a maior parte do tempo no mosteiro de Pabau. Na data de sua morte outros 3 mil mosteiros já existiam em todo o Egito. Uma geração depois já eram mais de 7 mil, e haviam se espalhado pela Palestina, o deserto da Judeia, a Síria, o norte da África e mesmo a Europa.
Uma ocasião foi visitado por Basílio de Cesareia, que usou muitas de suas ideias e sistema para criar a Regra Ascética, ainda em uso pela Igreja Ortodoxa, um sistema comparável à Regra de São Bento aplicada pela Igreja Católica. Nem os monges de São Pacômio nem ele próprio se tornaram sacerdotes, preferindo viver sua vida como ascetas. Santo Atanásio tentou ordená-lo em 333 mas Pacômio fugiu dele. Faleceu provavelmente de peste em 9 de maio de 348, com uma reputação de grande santidade. É comemorado em mais de uma confissão cristã. Deixou alguns sermões escritos em copta.